# Roberto Corti
Roberto Corti (Treviglio, 28 ottobre 1952) è un allenatore di calcio ed ex calciatore italiano, di ruolo portiere.

## Carriera

### Giocatore

#### Club
Dopo gli esordi nelle serie minori con Trevigliese e Sorrento, nell'estate del 1976 approda al Calcio Cagliari in Serie B dove dopo due stagioni in cui si alterna fra i pali della formazione sarda con Renato Copparoni, nella stagione 1978-1979 si impone come titolare fisso, e contribuisce alla conquista della promozione in Serie A.

Corti difende la porta dell'Ascoli nella stagione 1984-1985

Esordisce dunque in Serie A e resta a Cagliari da titolare in massima serie fino al 1982, quindi passa all'Udinese, con cui conquista il sesto posto nella stagione 1982-1983, e a fine stagione viene ceduto all'Ascoli, dove resta per cinque stagioni, 4 di Serie A ed una di Serie B, nelle prime 3 da titolare.
Chiude la carriera nella Cavese in Serie C2 nella stagione 1988-1989. In carriera ha totalizzato complessivamente 154 presenze in Serie A e 71 in Serie B, e conquistato due promozioni dalla Serie B alla Serie A con Cagliari e Ascoli.

#### Nazionale
Ai tempi del Cagliari ottiene una convocazione per una partita della Nazionale B, a Genova contro la selezione omologa della Germania Ovest.

### Allenatore
Cessata l'attività agonistica, ha intrapreso quella di allenatore e preparatore dei portieri. Dal 2008 è il vice di Giuseppe Giannini e preparatore dei portieri al Gallipoli. Nel 2010 siede come vice sulla panchina del Verona.

## Palmarès

### Giocatore

#### Club

##### Competizioni nazionali
- Campionato italiano di Serie B: 1

Ascoli: 1985-1986

##### Competizioni internazionali
- Coppa Mitropa: 1

Ascoli: 1986-1987